# Hot Dog (Led Zeppelin-dal)
A Hot Dog az angol Led Zeppelin együttes negyedik dala az 1979-es In Through the Out Door albumukról. Szerzője Robert Plant énekes és Jimmy Page gitáros voltak. Ez az egyetlen dal az albumon, aminek megírásában nem vett részt John Paul Jones basszusgitáros/billentyűs. A dal az album kiadása után, a Fool in the Rain kislemez B-oldalán is megjelent 1979. december 7-én. Könnyed hangvételű rockabilly tétel, amely a lemezfelvétel első próbáinak egyikén született, Elvis Presley és Ricky Nelson inspiráló hatására.

## Történet
A dalt 1978 november és december folyamán vették fel a Polar Studiosban, az ABBA svédországi stúdiójában. Megszületését az 1950-es évekbeli rockabilly, elsősorban Elvis Presley korai dalai inspirálták, továbbá Plant texasi barátnője, aki énekesnő volt. Az Elvis stílusában énekelt dalszöveg tiszteletadás Texas állam felé. 
Figyelmesen hallgatva a dal kezdetét, megfigyelhető, hogy némi elektronikus hang kíséretében Page elszámol négyig. Felvétele során olyan Fender Telecaster gitárt használt, amely a B húr (H-nak is jelölik Magyarországon) meghajlításához szolgáló B-Bender gitártartózékkal volt felszerelve. Zeneileg egy mókázós tétel, amelyben gunyoros paródiaként keveredik a rockabilly és a "bugris" countryzene. A kritikák és a rajongók nagy része egyaránt az együttes "gyengébb" pillanatai közé sorolja, legfőképpen a rontásokkal teli, hanyag gitározás miatt. Ralph Hulett és Jerry Prochnicky közös Led Zeppelin könyvében úgy jellemzik, hogy olyan mintha a zenekar egy vidéki utcabálon játszana, a hangzást pedig a legjobb esetben is idiótának lehetne nevezni. Keith Shadwick a Led Zeppelin The Story of a band and their music, 1968-1980 című könyv szerzője szintén negatívan írt róla, a D'yer Mak'er mellett a zenekar másik nyilvánvaló kudarcának nevezte. Elemzésében leírja, hogy Page gyengén játszik benne, míg Bonham és Jones túlzott hangsúlyt kap, akik hiába zenélnek kitűnően, a ritmikája mégis földhözragadt marad. Véleménye szerint nem sikerült a megcélzott hangulatot eltalálni, és kifejtette, hogy a staccato country stílus "gyapjúszedő" pengetőmozdulatának kedves paródiájába Page belesül, mert képtelen tartani a feszes ritmust, és a hosszú, bonyolult futamokban is ügyetlenkedik, ami élőben, a tréfára fogékony közönség előtt talán nem tűnt volna fel ennyire, az örökkévalóság számára, bakelitre írva azonban már-már kínos.
Az In Through the Out Door album megjelenése előtti, két angol Knebworth-koncerten debütált a dal élőben, majd az 1980-as utolsó Európa turné során is rendszeresen eljátszották. A dal felcsendült a Mickey egér játszótere című 3D-s számítógépes animációs sorozatban is. A Dread Zeppelin emlékzenekar a Hot & Spicy Beanburger albumán dolgozta át, de a Clumsy Lovers formáció is műsorára tűzte. 

## Közreműködők
- Jimmy Page – gitár
- Robert Plant – ének
- John Paul Jones – basszusgitár, zongora
- John Bonham – dob